# Sexwitch
Sexwitch é uma colaboração musical entre a banda inglesa de rock Toy e Natasha Khan (Bat for Lashes). Seu álbum autointitulado, lançado em 25 de Setembro de 2015, consiste de seis covers de canções de Rock Psicodélico e Folk dos anos 70 do Irã, Marrocos, Tailândia e Estados Unidos. De acordo com Khan, ela e o produtor Dan Carey compraram várias "velhas e estranhas gravações de vários países diferentes" e convidaram Toy para gravar covers dessas canções. A banda aprendeu as canções e gravou todas em um dia só, sem pausas.
Em 24 de Agosto, Sexwitch lançaram o single "Helelyos" on-line. Rolling Stone descreveu a canção como "hipnótica". O Guardian disse que as faixas de Sexwitch eram "hipnóticas e que apresentavam umas guitarras bem parecidas com as de post-punk".
Em 22 de agosto, Sexwitch fez seu primeiro show no Green Man Festival, no País de Gales.

## Faixas deSexwitch
| N.º            | Título                 | Compositor(es)       | País           | Duração |  |
| 1.             | "Ha Howa Ha Howa"      |                      | Marrocos       | 6:54    |  |
| 2.             | "Helelyos"             |                      | Irã            | 4:43    |  |
| 3.             | "Kassidat El Hakka"    |                      | Marrocos       | 7:54    |  |
| 4.             | "Ghoroobaa Ghashangan" |                      | Irã            | 4:42    |  |
| 5.             | "Lam Plearn Kiew Bao"  |                      | Tailândia      | 3:57    |  |
| 6.             | "War In Peace"         | Alexander Lee Spence | Estados Unidos | 4:47    |  |
| Duração total: | Duração total:         | Duração total:       | Duração total: | 32:59   |  |